# Formica beijingensis
Formica beijingensis är en myrart som beskrevs av Wu 1990. Formica beijingensis ingår i släktet Formica och familjen myror. Inga underarter finns listade i Catalogue of Life.